# Gandinella
Gandinella es un género de foraminífero bentónico de la subfamilia Ammovertellininae, de la familia Ammodiscidae, de la superfamilia Ammodiscoidea, del suborden Ammodiscina y del orden Astrorhizida. Su especie-tipo es Gandinella apenninica. Su rango cronoestratigráfico abarca desde el Carniense hasta el Rhaetiense (Triásico superior).

## Discusión
Clasificaciones previas incluían Gandinella en el suborden Textulariina del orden Textulariida.

## Clasificación
Gandinella incluye a las siguientes especies:
- Gandinella apenninica †
- Gandinella falsofriedli †
- Gandinella sichuanensis †